# PlayChoice-10

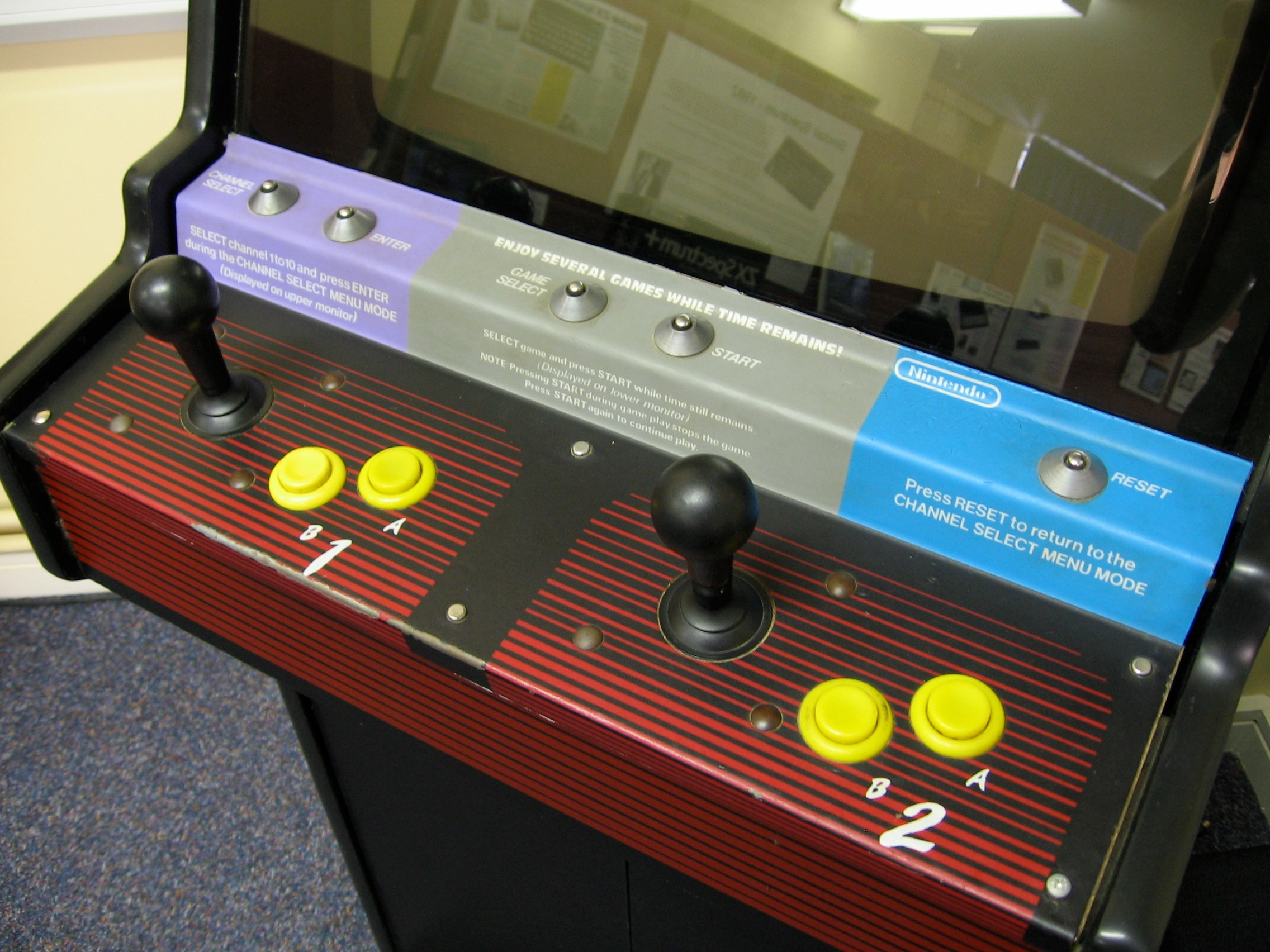
Nintendo Playchoice

Las PlayChoice-10 fueron máquinas arcade lanzadas por Nintendo durante la década 1980. Estas máquinas arcade daban la posibilidad de por 25 centavos ($0,25) de jugar algunos de los títulos más exitosos de la consola Nintendo Entertainment System (NES) por la cantidad de tiempo de 3 minutos. Cada máquina PlayChoice-10 daba a elegir 10 videojuegos para usar en la partida.

## Juegos
La siguiente lista es una lista de todos los 54 videojuegos que estaban disponibles para las máquinas PlayChoice-10 de Nintendo.
- 1942 (1986 Capcom)
- Balloon Fight (1986 Nintendo)
- Baseball (1985 Nintendo)
- Baseball Stars (1989 SNK)
- Captain Skyhawk (1990 Milton Bradley)
- Castlevania (1987 Konami)
- Contra (1988 Konami)
- Chip 'n Dale Rescue Rangers (1990 Capcom)
- Double Dragon (1988 Technos)
- Double Dribble (1987 Konami)
- Dr. Mario (1990 Nintendo)
- Duck Hunt (1985 Nintendo)
- Excitebike (1985 Nintendo)
- Fester's Quest (1989 Sunsoft)
- Gauntlet (1985 Atari)
- Golf (1985 Nintendo)
- The Goonies (1986 Konami)
- Gradius (1986 Konami)
- Hogan's Alley (1985 Nintendo)
- Kung Fu (1985 Irem)
- Mario Bros. (1986 Nintendo)
- Mario's Open Golf (1991 Nintendo)
- Mega Man 3 (1990 Capcom)
- Metroid (1987 Nintendo)
- Mike Tyson's Punch-Out!! (1987 Nintendo)
- Ninja Gaiden (1989 Tecmo)
- Ninja Gaiden II: The Dark Sword of Chaos (1990 Tecmo)
- Ninja Gaiden III: The Ancient Ship of Doom (1991 Tecmo)
- Pin Bot (1990 Rare)
- Power Blade (1991 Taito)
- Pro Wrestling (1987 Nintendo)
- Rad Racer (1987 Square)
- Rad Racer II (1990 Square)
- RBI Baseball (1987 Atari)
- R.C. Pro-Am (1987 Rare)
- Rockin' Kats (1991 Atlus)
- Rush'n Attack (1987 Konami)
- Rygar (1987 Tecmo)
- Shatterhand (1991 Jaleco)
- Solar Jetman: Hunt for the Golden Warpship (1990 Rare)
- Super C (1990 Konami)
- Super Mario Bros. (1985 Nintendo)
- Super Mario Bros. 2 (1988 Nintendo)
- Super Mario Bros. 3 (1988 Nintendo)
- Tecmo Bowl (1989 Tecmo Inc.)
- Tennis (1985 Nintendo)
- Teenage Mutant Ninja Turtles (1989 Konami)
- Teenage Mutant Ninja Turtles II: The Arcade Game (1990 Konami)
- Track & Field (1987 Konami)
- Trojan (1987 Capcom)
- Volleyball (1987 Nintendo)
- Wild Gunman (1985 Nintendo)
- Nintendo World Cup (1990 Technos)
- Yo! Noid (1990 Capcom)